# Pantera no Porão
Pantera no Porão (título original A Panther in the Basement) é um livro de Amós Oz que descreve os feitos de um menino de doze anos chamado Prófi, em 1947, o último ano do Mandato Britânico da Palestina. Ele odeia os britânicos e quer que eles saiam de qualquer forma. Entretanto, no decorrer da história, Prófi faz amizade com um soldado britânico, que é mal vista pelos seus amigos, e ele acaba por ser acusado de traição.

## Enredo
Prófi, um jovem rapaz que tem 12 anos, ele mora em Israel, na época, com domínio britânico, os quais ele odeia ( todos soldados britânicos Prófi odeia ), pois diz que Israel não deve ser dominadas por eles.
Ao decorrer da história, Prófi sai de sua casa para brincar com uns amigos para deixar mensagens diferentes aos britânicos e aprontar com eles, e ao toque de recolher, ele não consegue chegar na hora em sua casa, entretanto, consegue chegar sem ser pego por quaisquer soldados britânicos, e ele recebe uma grande bronca de seus pais, que dizem que na próxima vez, ele ficaria de castigo.
Depois de um tempo, Prófi não chega na hora de recolher novamente, mas dessa vez, ele se depara com um soldado britânico, conhecido como Sargento Dunlop, e ele acaba sendo pego, mas, Dunlop, com pena do garoto, não o prende, o levando em sua casa, e dizendo que qualquer coisa, era só procura-lo. Ao chegar em casa, os pais brigam com ele e o botam de castigo.
Prófi então fica em seu quarto por dias, aguardando o fim de seu castigo. Quando finalmente ele consegue sair de seu quarto, assim que acaba seu castigo, vai ao encontro da Dunlop, pois queria entender melhor o motivo de ele não ter o prendido.
Quando ele encontra Dunlop, eles conversam como amigos, sobre a vida, garotas e família... E Prófi começa a visita-lo assiduamente.
Seus amigos, Ben Hur e Tchita estranham que Prófi está saindo muitas vezes sem avisar onde vai, e seus amigos então o seguem, e descobrem que Prófi está tendo muito contato com pessoas do exército Britânico, e eles contam para algumas pessoas, que ficam bravas pensando que Prófi estava passando informações dos judeus para o exército Britânico, e vão atrás do garoto.
Seus pais então atendem a porta e veem uma multidão, que dizem que o garoto está os traindo.
Prófi então é levado para um julgamento, onde ele diz na frente de todos o que realmente aconteceu, sem mentiras, e por ser apenas um garoto, acaba sendo inocentado, entretanto os pais tem de ficar de olho em Prófi a fim de não deixarem ele visitar novamente o sargento Dunlop.
Então o garoto passa a não visitá-lo por um tempo, mas quando finalmente consegue ir visita-lo, ele descobre que Dunlop foi transferido, e agora não estaria mais lá, ele tenta alcançar o caminhão que o leva, mas chega tarde de mais.
Prófi então volta a ter uma vida normal.
Passa um tempo e sua família está ouvindo seu rádio, para ver a votação da ONU quanto a criação de um estado para os judeus, a criação para um estado judeu ganha, e seu pai chora, se cria então um estado judeu governado não mais por britânicos, e sim por judeus.

## Personagens
Prófi - Personagem principal;
Sargento Dunlop - Soldado Britânico que faz amizade com Prófi;
Ben Hur - Amigo de Prófi;
Tchita - Amigo de Prófi;
Mãe de Prófi;
Pai de Prófi.

## Adaptação cinematográfica
O Pequeno Traidor (The Little Traitor), 2007.